# Adolph E. Borie
Pour les articles homonymes, voir Borie (homonymie).
Adolph Edward Borie, né le 25 novembre 1809 à Philadelphie (Pennsylvanie) et mort le 5 février 1880 dans la même ville, est un homme politique américain. Membre du Parti républicain, il est secrétaire à la Marine en 1869 dans l'administration du président Ulysses S. Grant.

## Sources
- (en) Cet article est partiellement ou en totalité issu de l’article de Wikipédia en anglais intitulé « Adolph E. Borie » (voir la liste des auteurs).